# La Machine qui gagna la guerre
La Machine qui gagna la guerre (en anglais The Machine that Won the War) est une nouvelle de science-fiction d'Isaac Asimov, parue pour la première fois en octobre 1961 dans le magazine The Magazine of Fantasy & Science Fiction. On la trouve en édition française dans les recueils Le Robot qui rêvait et Jusqu'à la quatrième génération.

## Résumé
La Terre fête sa victoire dans une guerre difficile face à Deneb, victoire officiellement remportée grâce au super-ordinateur Multivac. C'est le moment pour le Lamar Swift, directeur de la Fédération Solaire, et ses deux plus proches collaborateurs de faire le bilan de dix ans de conflit.
Tour à tour, chaque aveu entraînant l'autre, ces deux derniers confient qu'ils ont dû en secret, à l'insu l'un de l'autre, compenser les carences et les exagérations du renseignement militaire et le manque de techniciens, l'un en trafiquant les données reçues, l'autre en interprétant les calculs de Multivac. De sorte que le super-ordinateur tournait presque à vide, avec des fonctionnalités réduites, et que le chef de la Fédération Solaire n'avait pas de données réelles pour fonder ses décisions.
« Alors, je vois bien que j'ai eu raison de ne pas trop m'y fier », déclare Lamar Swift. Il révèle alors à ses collaborateurs d'élite qu'il jouait les grandes décisions… à pile ou face !